# Classificação climática de Trewartha

Tipos climáticos de Trewartha para os Estados Unidos contíguos

A classificação climática de Trewartha é um sistema de classificação de climas publicada pelo geógrafo americano Glenn Thomas Trewartha em 1966, e atualizado em 1980. É uma versão modificada do sistema Köppen-Geiger de 1899, criado para responder a algumas das deficiências do sistema Köppen. O sistema Trewartha tenta reclassificar os climas das latitudes médias para mais perto da realidade e de acordo com o tipo de vegetação. Foi considerado como o mais próximo da realidade do clima global enquanto Köppen-Geiger mais inadequado.  Por exemplo, no sistema Köppen padrão, Nova York é classificado na mesma zona climática que Nova Orleans, embora Nova York seja muito mais frio do que Nova Orleans e ter uma vegetação nativa muito distinta. O mesmo podemos dizer ao comparar Nova York com Porto Alegre e  Buenos Aires.  Outro exemplo gritante foi classificar cidades como Paris (França) no mesmo grupo climático que Curitiba (Brasil), apesar das grandes diferenças de temperaturas sazonais e tipo de vegetação, o clima das duas cidades foi classificado como "Oceânico" no sistema Köppen-Geiger. No sistema Trewartha, o clima de Paris foi reclassificado como Temperado de quatro estações (Dobk) e o de Curitiba como Subtropical com influencia de altitude (CfbL), pois a temperatura média do mês mais frio nessa cidade brasileira é de 13°C, ou seja, acima de 10°C, temperaturas moderadamente frias.

## Esquema
Modificações do Trewartha procurou redefinir as latitudes médias em três grupos: C (subtropical) - Quando a temperatura média de 8 meses ou mais é de 10°C ou superior; D (temperado) - Quando a temperatura média de 4 a 7 meses é de 10°C ou superior; E (boreal ou subártico) - De 1 a 3 meses com uma temperatura média de 10°C ou superior; e F (Polar) que tem todos os meses, com uma temperatura média abaixo de 10°C.

### Grupo A: Climas Tropicais
Definidos como no esquema Köppen-Geiger, todos os 12 meses com temperatura média de 18°C ou mais é tropical. A categoria "A" dos climas é a zona livre de geada.
Climas com dois meses de seca (definidos como tendo menos de 60 mm de precipitação média, mesmo no sistema Köppen-Geiger) são classificados como Ar, enquanto outros são classificados Aw se a estação seca é no momento da baixa do sol ou no momento da alta do sol. Tropical de monção Am foi adicionado mais tarde, com os mesmos parâmetros do sistema Köppen-Geiger (excepto que, pelo menos, três meses, ao invés de um, deve ter menos do que 60 mm de precipitação média). Nos climas tropicais, as precipitações são abundantes, com uma média acima de 2000 milímetros anuais.

### Grupo B: Climas Secos
BW e BS é o mesmo que no esquema Köppen-Geiger, com o clima de Köppen BWN, por vezes, a ser designada BM (o M para "marítimo"). No entanto, uma fórmula diferente é usado para quantificar aridez: 10 (T - 10) + 3 P, com T seja igual à temperatura média anual em graus Celsius e P que denota a percentagem de precipitação total recebida nos seis meses quentes ( abril a setembro no hemisfério norte e de outubro a março, no Sul) ou seja, não só a precipitação, mas também a temperatura e taxa de evaporação dependendo da temperatura são levados em consideração. Se a precipitação para uma dada localizada é menor do que a fórmula acima, o seu clima é dito ser a de um deserto (BW); se é igual a ou maior do que a fórmula acima, mas menos do que duas vezes essa quantidade, o clima é classificado como de estepe (BS); e se a precipitação é mais do dobro do valor da fórmula não é clima no Grupo B.
O clima de Londres é Temperado úmido, e a precipitação média anual é de 600 milímetros, já o clima de Serra Talhada em Pernambuco é considerado semiárido e a precipitação fica em torno de 686 milímetros anuais. Chove um pouco mais em Serra Talhada do que em Londres, porque a primeira está em Zona Tropical, onde a taxa de evapotranspiração é mais elevada.

### Grupo C: Climas Subtropicais
No esquema Trewartha, o grupo "C" engloba climas que possuem 8 meses ou mais com uma temperatura média de 10°C ou superior. Um clima com apenas três meses de temperatura média abaixo 10°C, já é considerado Subtropical e só passa a ser Temperado com quatro meses.
Existem apenas dois tipos dentro do grupo "C" ou clima subtropical, Cs, que é uma verão seco ou clima mediterrânico, e um Cf ou clima subtropical úmido. Tipos Cw ocorrer dentro do grupo Cf, que quer dizer "climas subtropicais de monções" (como grande parte da Ásia Oriental).
Para climas subtropicais, uma terceira letra é muitas vezes usado (a ou b) para denotar um verão quente ou morno. "Cfa" significa que o mês mais quente tem uma temperatura média de 22,2°C ou superior, e "Cfb" é usado quando a temperatura do mês mais quente do verão é abaixo de 22,2°C.

### Grupo D: Climas Temperados
No esquema de Trewartha, o grupo "D" engloba climas que têm 4 a 7 meses com uma temperatura média de 10°C ou superior e os outros meses abaixo de 10°C.
Climas "D" tem dois tipos - um Oceânico (Do), onde o mês mais frio tem uma temperatura média de 0°C (-3°C em algumas versões) ou superior, e um Continental (Dc), onde o mês mais frio tem uma temperatura média mensal abaixo de 0°C.
Para os climas continentais (Dc), por vezes, a terceira letra (a ou b) é utilizado para designar um verão quente ou morno. "Dca" é o lugar onde o mês mais quente tem uma temperatura média de 22,2°C ou superior, e "Dcb" é usado para climas temperados de Verão morno, onde o mês mais quente tem uma temperatura média inferior a 22,2°C.

### Grupo E: Climas Boreais
No Clima Subártico, definidos como no esquema Köppen-Geiger, apenas 1 a 3 meses tem uma temperatura média de 10°C ou mais. Nesta zona de clima há apenas um curto período (normalmente de 50 a 90 dias) de degelo. Com 4 meses de temperatura média acima de 10°C, já é considerado Temperado de quatro estações.

### Grupo F: Climas Polares
Nesse grupo climático, todos os meses tem uma temperatura média do ar abaixo de 10°C. Climas polares têm dois subtipos; o Ft (tundra) e o Fi (calota de gelo):
No "Ft", um mês tem uma temperado média superior a 0°C (mas não acima de 10°C), de modo que exista um breve tempo para a superfície possa estar livre de neve ou gelo, de uma esfoliação ou Tundra possa surgir.
No "Fi", todos os meses tem uma temperatura média abaixo de 0°C, esta é a região dos vastos desertos de oceano perpetuamente congelados no Pólo Norte, e os planaltos de gelo permanente da Antártica e da Groenlândia.

### Grupo H: Climas de Montanha
No Clima de montanhas, a altitude desempenha um papel na determinação da classificação climática.  Especificamente, este seria aplicável se corrigir a temperatura média de cada mês a um valor do nível do mar usando a fórmula de adição de 5,6°C por cada 1.000 metros de altitude, que resultaria no clima encaixando-se em um grupo térmico diferente do que aquele no qual as temperaturas reais mensais.
Às vezes, G é usado em vez de H se acima for o verdadeiro e a altitude é entre 500 e 2.500 metros, mas o G ou H é colocado em frente da letra térmica aplicável, em vez de substituir. A segunda letra utilizada reflete as temperaturas mensais, e não as temperaturas reais mensais.

## Escala térmica Universal
Existe opções para incluir informações em ambos os meses mais quentes e mais frios para todos os climas, adicionando uma terceira e quarta letra, respectivamente. As letras utilizadas em conformidade com a seguinte escala:
i - severamente quente: a temperatura média mensal de 35°C ou superior
h - muito quente: 28°C a 34,9°C
a - quente: 22,2°C a 27,9°C
b - morno: 18°C a 22,1°C
l - ameno: 10°C a 17.9°C
k - frio fresco: 0,1°C a 9,9°C
o - frio: -9.9°C a 0°C
c - muito frio: -24,9°C a -10°C
d - severamente frio: -39,9°C a -25°C
e - excessivamente frio: -40°C ou inferior.
Exemplos de designações resultantes incluem Araa para Surabaya, Indonésia, BWhl para Aswan, Egito, Crhk para Dallas, Texas, US Dobk para Londres, Eclc para Arkhangelsk, Rússia e Ftkd para Barrow, Alasca, EUA.

## Curiosidades
10 graus Celsius é a temperatura que a maioria das plantas começam a crescer, incluindo as plantas decíduas que perdem suas folhas no Outono/Inverno e só renovam na Primavera, quando a temperatura passa dos 10°C. As arvores de folhas caducas são típicas do clima Temperado das quatro estações. Plantas de climas mais frio como o Boreal e o Polar de Tundra, já crescem em temperaturas acima de 0° graus Celsius.